# Кушмед
Кушмед (рум. Cușmed) — село у повіті Харгіта в Румунії. Входить до складу комуни Атід.
Село розташоване на відстані 240 км на північ від Бухареста, 59 км на захід від М'єркуря-Чука, 115 км на схід від Клуж-Напоки, 101 км на північний захід від Брашова.

## Населення
За даними перепису населення 2002 року у селі проживали 423 особи, усі — угорці. Усі жителі села рідною мовою назвали угорську.